# Église Saint-Éloi de Rainneville
L'église Saint-Éloi de Rainneville est située sur le territoire de la commune de Rainneville, dans le département de la Somme, au nord d'Amiens.

## Historique
En remplacement d'une église datant du XVIIe siècle, une nouvelle église de style néo-gothique fut édifiée en 1862, grâce au soutien d'Adolphe et Nathalie Vaysse de Rainneville. Son architecte fut Victor Delefortrie. Les fondations furent ouvertes en 1860, le comble fut posé le 28 juillet 1861, l'église fut bénite le 15 juin 1862.
En 1923, le clocher fut refait en entier. Endommagée par les intempéries, la flèche couverte d'ardoise, qui s'élevait à 16 m au-dessus de la toiture, devait être refaite. En 1968, la municipalité, pour réduire la dépense, fit remplacer la flèche par la toiture actuelle qui s'élève à 4,5 mètres.

## Caractéristiques

### Extérieur
L'église de style néo-gothique, comprend une nef à vaisseau unique, un chœur avec deux chapelles latérales et une abside à trois pans flanquée de deux annexes.
L'ensemble est édifié en briques sur un soubassement de grès, la pierre n'est employée que pour souligner des détails de l'architecture (larmier, portail occidental, remplages de baies). La hauteur des murailles est de 13 mètres. La largeur totale de la façade est de 22 mètres.
La nef comporte quatre travées, éclairées de chaque côté par une baie de 5,60 m de haut. Deux baies de même hauteur éclairent le porche. Les baies du transept ont une hauteur de 8,30 m.
Le chœur avec deux chapelles latérales se termine par une abside à trois pans. La hauteur des cinq baies du transept et du chœur est de 8,80 m.
Le portail est réalisé en pierre, avec colonnettes et voussures. Il est surmonté d'une croix et d'une rosace d'un diamètre de 2,40 m.
La hauteur du clocher formant porche est de 25 mètres. La hauteur de la flèche, à l'origine, était de 15 mètres (elle a été remplacée en 1968 par un chapeau de 4,50 m de haut). Les trois cloches furent installées en 1870. La plus grosse, donnée en 1775 par Louis Alexandre Vaysse de Longueval, seigneur d'Allonville et de Rainneville, refondue en 1870, fut nommée « Marie-Nathalie ». La seconde est un don de Eloi Sellier et se nomme « Marie-Joséphine ». La troisième fut donnée par cinq ecclésiastiques et fut nommée « Marie ».

### Intérieur
La longueur intérieure est de 40 mètres, sa largeur est de 11 mètres et sa hauteur intérieure est de 14 mètres.
Le maître-autel se compose d'un autel-tombeau, d'un tabernacle et de deux gradins. Il forme un ensemble homogène en parements de marbre rose, gris et blanc sur un socle de briques. Offert par Nathalie de Rainneville en 1862, il provient d'une chapelle de Fieps où il avait été édifié par son grand-père Marie-François Hubert, baron de Mallet de Coupigny. Il est classé monument historique au titre d'objet depuis 1990.
La chaire à prêcher, de style néo-gothique, en chêne taillé, gravé, ajouré, décors en demi-relief et décors rapportés, est installée à la jonction de la nef et du chœur. Inscrite monument historique au titre d'objet.
À droite du chœur, une chapelle est dédiée à Notre-Dame de Lourdes, dont l'apparition eut lieu pendant la construction de l'église.
La construction de l'église a été financée par Nathalie Vaysse de Rainneville, dont les ascendants possédaient la seigneurie de Rainneville. Les armes de la famille ont été placées dans la verrière axiale de l'abside.